# Yushania hirsuta
Yushania hirsuta är en gräsart som först beskrevs av William Munro, och fick sitt nu gällande namn av Radha Binod Majumdar. Yushania hirsuta ingår i släktet yushanior, och familjen gräs. Inga underarter finns listade i Catalogue of Life.